# Ангъс
Вижте пояснителната страница за други значения на Ангъс.
Ангъс (на английски: Angus; на шотландски келтски: Aonghas) е една от 32-те области в Шотландия. Граничи с областите Абърдийншър, Дънди и Пърт анд Кинрос. Основен отрасъл на икономикта е слеското стопанство и риболова. В областта има 7 града:
- Арброут
- Брихин
- Карнусти
- Киримюър
- Монифийт
- Монтроуз
- Форфар

По-големи села
- Абърлемноу
- Арбирлът
- Гламс
- Едзъл
- Инвъркийлър
- Ледам
- Менмюър
- Моники
- Нютайл
- Охмиди
- Сейнт Вайджънс
- Тийлинг
- Фарнъл
- Фриъкхийм